# Tarka szépecske
A tarka szépecske (Coreopsis tinctoria) a fészkesvirágzatúak (Asterales) rendjébe és az őszirózsafélék (Asteraceae) családjába tartozó faj.

## Előfordulása
A tarka szépecske eredeti előfordulási területe Észak-Amerika. Északi határát a kanadai Brit Columbia és Québec tartományok képezik, míg a délit Mexikó északkeleti része és az Amerikai Egyesült Államok déli államai alkotják. Az USA nagy részén megtalálható, főleg a Nagy Síkságokon (Great Plains).
Ezt a növényfajt világszerte termesztik, mint kedvelt kerti virágot. Kínába betelepítették; itt manapság vadonnövő állományai is vannak.

## Megjelenése
Évelő, lágy szárú növény, amely igen gyorsan képes nőni. Általában 30-100 centiméter magas. A levelei szárnyasan szeldeltek és fényesek. Egy-egy növényen több, 2,5-4 centiméter átmérőjű virág van. A virágok sárgák, barnásvörös vagy barna középpel. Főleg a nyár közepén virágzik. A kis, karcsú magvai ősszel csiráznak, azonban nem fejlődnek tovább, hanem áttelelnek; kora tavasszal folytatja növekedését.

## Életmódja
A feltúrt területeken és útszéleken szívesen letelepszik. A kultúrtájakat sem kerüli el.

## Felhasználása
Manapság főleg kerti dísznövényként használt. Az élőhelyén lévő indiánok vörös színű festéket nyertek ki belőle; a kávé behozatala előtt ezt itták.

## Képek

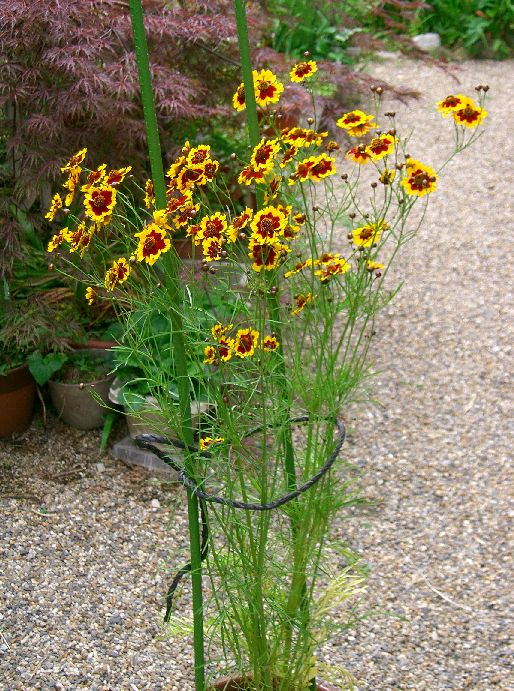
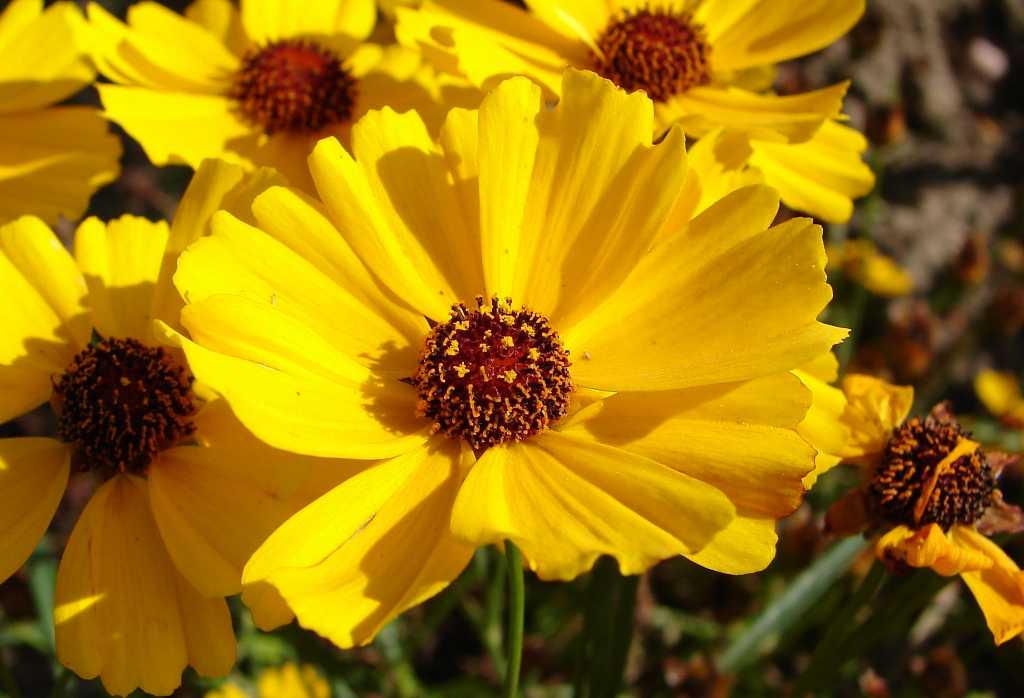
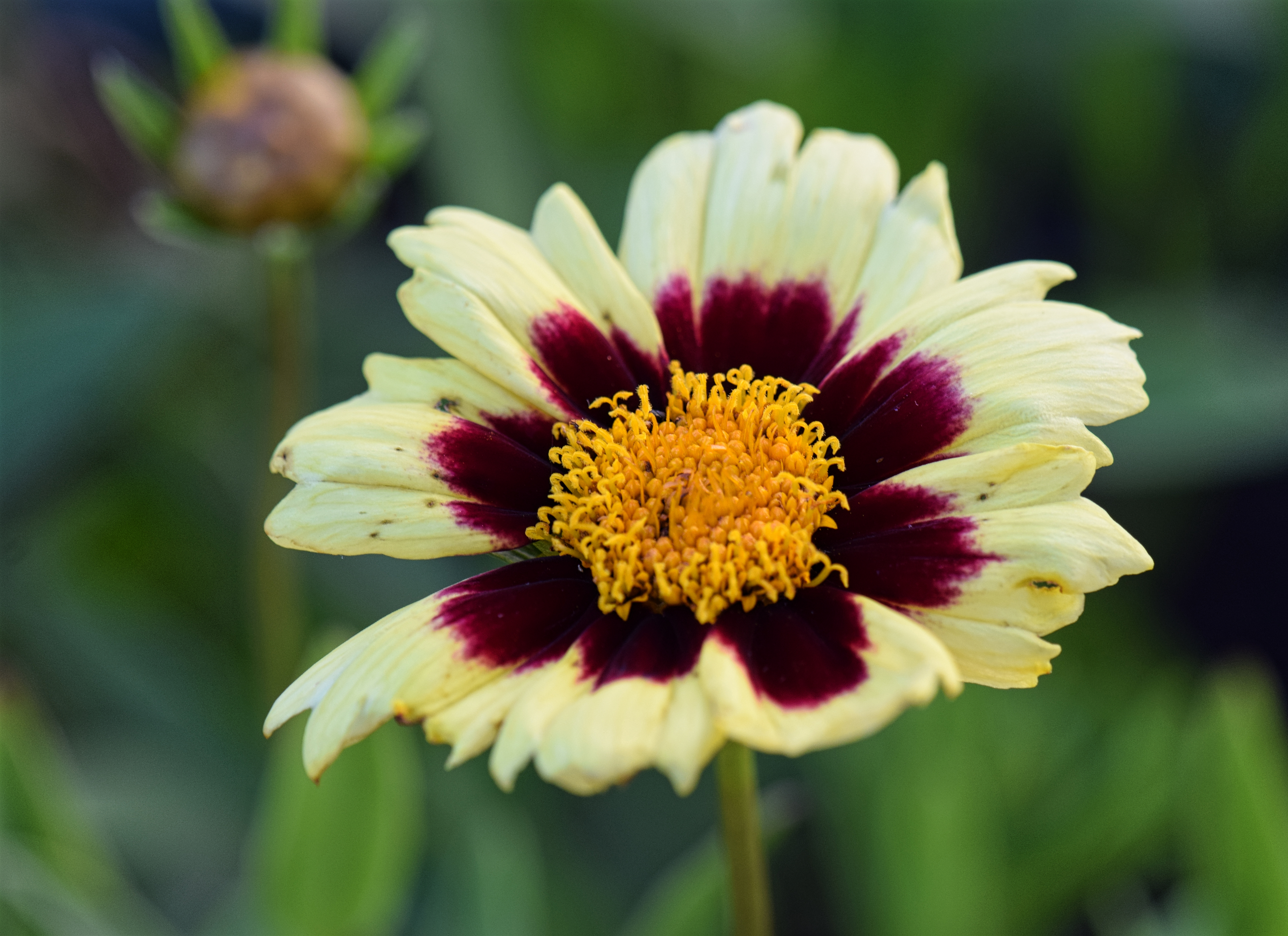
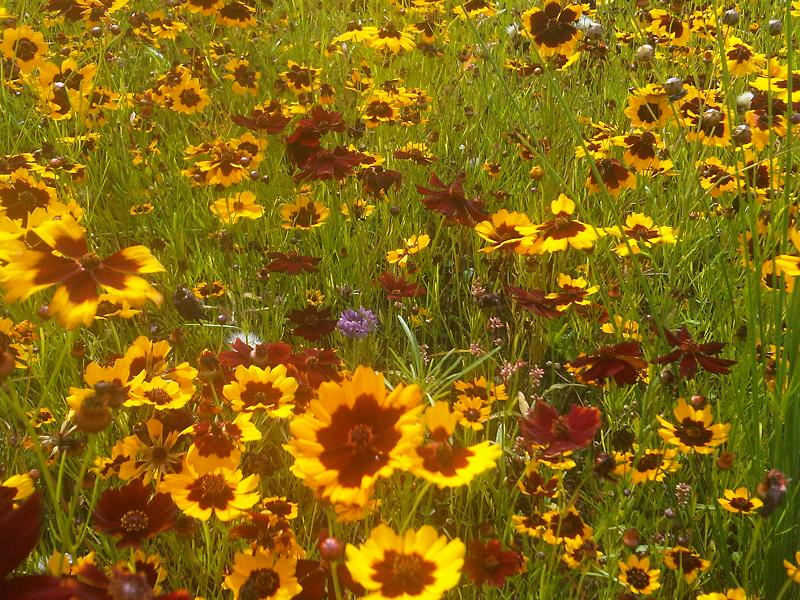
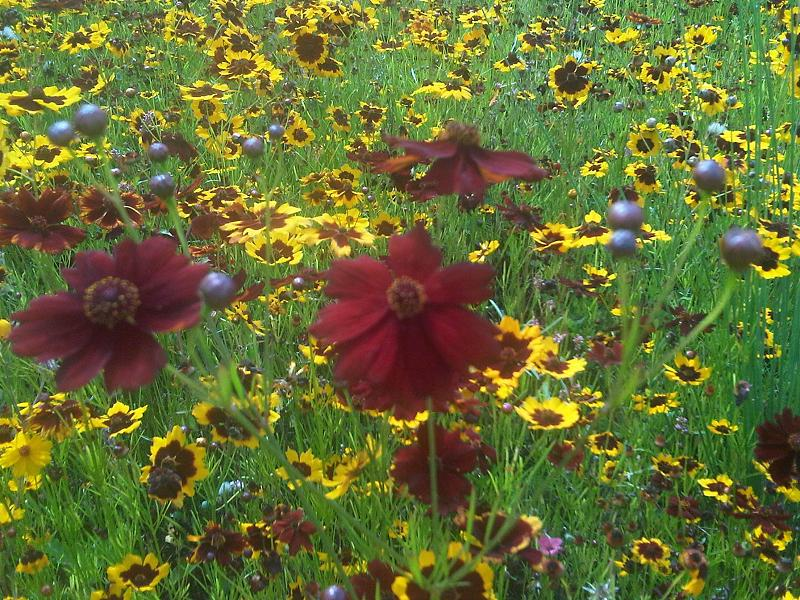

## Fordítás
- Ez a szócikk részben vagy egészben  a   Plains coreopsis című angol Wikipédia-szócikk ezen változatának fordításán alapul.  Az eredeti cikk szerkesztőit annak laptörténete sorolja fel. Ez a jelzés csupán a megfogalmazás eredetét és a szerzői jogokat jelzi, nem szolgál a cikkben szereplő információk forrásmegjelöléseként.